# ثاناسيس أنتيتوكونمبو
ثاناسيس أنتيتوكونمبو (باليونانية: Θανάσης Αντετοκούνμπο)‏ مواليد 18 يوليو 1992 في أثينا، هو لاعب كرة سلة يوناني. بدأ مسيرته الاحترافية في سنة 2012. تم اختياره من قبل فريق نيويورك نيكس خلال الدرافت. يلعب مع ميلووكي باكس في الرابطة الوطنية لكرة السلة. يحمل الرقم 43. يبلغ طوله 6 قدم 9 بوصة (2.1 م).

## المسيرة الاحترافية
لعب مع ويستتشستر نيكس من سنة 2014 إلى 2016، ثم لعب مع نيويورك نيكس في سنة 2016، ثم لعب مع نادي أندورا لكرة السلة في الدوري الإسباني في سنة 2016.

## روابط خارجية
- ثاناسيس أنتيتوكونمبو على موقع الاتحاد الدولي لكرة السلة (الإنجليزية)
- ثاناسيس أنتيتوكونمبو على موقع الدوري الأوروبي لكرة السلة (الإنجليزية)
- ثاناسيس أنتيتوكونمبو على موقع إن بي أي (الإنجليزية)
- ثاناسيس أنتيتوكونمبو على موقع سبورتس رفرنس (الإنجليزية)
- ثاناسيس أنتيتوكونمبو على موقع الدوري الإسباني لكرة السلة (الإسبانية)
- ثاناسيس أنتيتوكونمبو على موقع كرة السلة الأوروبية.كوم (الإنجليزية)
- ثاناسيس أنتيتوكونمبو على موقع DraftExpress.com (الإنجليزية)
- ثاناسيس أنتيتوكونمبو على موقع إي إس بي إن.كوم (الإنجليزية)
- ثاناسيس أنتيتوكونمبو على موقع ريلجم (الإنجليزية)
- ثاناسيس أنتيتوكونمبو على موقع بروبوليرز (الإنجليزية)